# Ga Mangu
Ga Mangu (Tiếng Hàn: 망우역, Hanja: 忘憂驛) là ga tàu điện ngầm cho Tuyến Jungang, Tuyến Gyeongchun và Tuyến Mangu ở Sangbong-dong, Jungnang-gu, Seoul và là ga trung chuyển cho Tuyến Gyeongui–Jungang và Tuyến Gyeongchun.

## Bố trí ga
| ↑ Sangbong | ↑ Sangbong | ↑ Sangbong | ↑ Sangbong | ↑ KTX Ga Sangbong | ↑ Sangbong | ↑ Sangbong | ↑ Sangbong | ↑ Sangbong | ↑ Sangbong | ↑ Sangbong | ↑ Sangbong | ↑ Sangbong | ↑ Sangbong | ↑ Sangbong | ↑ Sangbong | ↑ Sangbong | ↑ Sangbong | ↑ Sangbong | ↑ Sangbong | ↑ Sangbong | ↑ Sangbong | ↑ Sangbong | ↑ Sangbong |
| １         |            |            |            | ２３              |            |            |            |            |            |            |            |            |            |            |            |            |            |            | ４５       |            |            | ６７       |            |
| Yangwon ↓  | Yangwon ↓  | Yangwon ↓  | Yangwon ↓  | Yangwon ↓         | Yangwon ↓  | Yangwon ↓  | Yangwon ↓  | Yangwon ↓  | Yangwon ↓  | Yangwon ↓  | Yangwon ↓  | Yangwon ↓  | Yangwon ↓  | Yangwon ↓  | Yangwon ↓  | Yangwon ↓  | Yangwon ↓  | Sinnae ↓   | Sinnae ↓   | Sinnae ↓   | Sinnae ↓   | Sinnae ↓   | Sinnae ↓   |

| 1 | ● Tuyến Gyeongui–Jungang | ← Hướng đi Cheongnyangni · Wangsimni · Yongsan · Munsan         |
| 2 | ● Tuyến Gyeongui–Jungang | → Hướng đi Guri · Deokso · Yongmun · Jipyeong →                 |
| 3 | ● Tuyến Gyeongui–Jungang | → Hướng đi Guri · Deokso · Yongmun · Jipyeong →                 |
| 4 | ● Tuyến Gyeongchun       | ← Hướng đi Sangbong                                             |
| 5 | ● Tuyến Gyeongchun       | ← Hướng đi Sangbong                                             |
| 6 | ● Tuyến Gyeongchun       | → Hướng đi Pyeongnae Hopyeong · Maseok · Gapyeong · Chuncheon → |
| 7 | ● Tuyến Gyeongchun       | → Hướng đi Pyeongnae Hopyeong · Maseok · Gapyeong · Chuncheon → |

## Hình ảnh

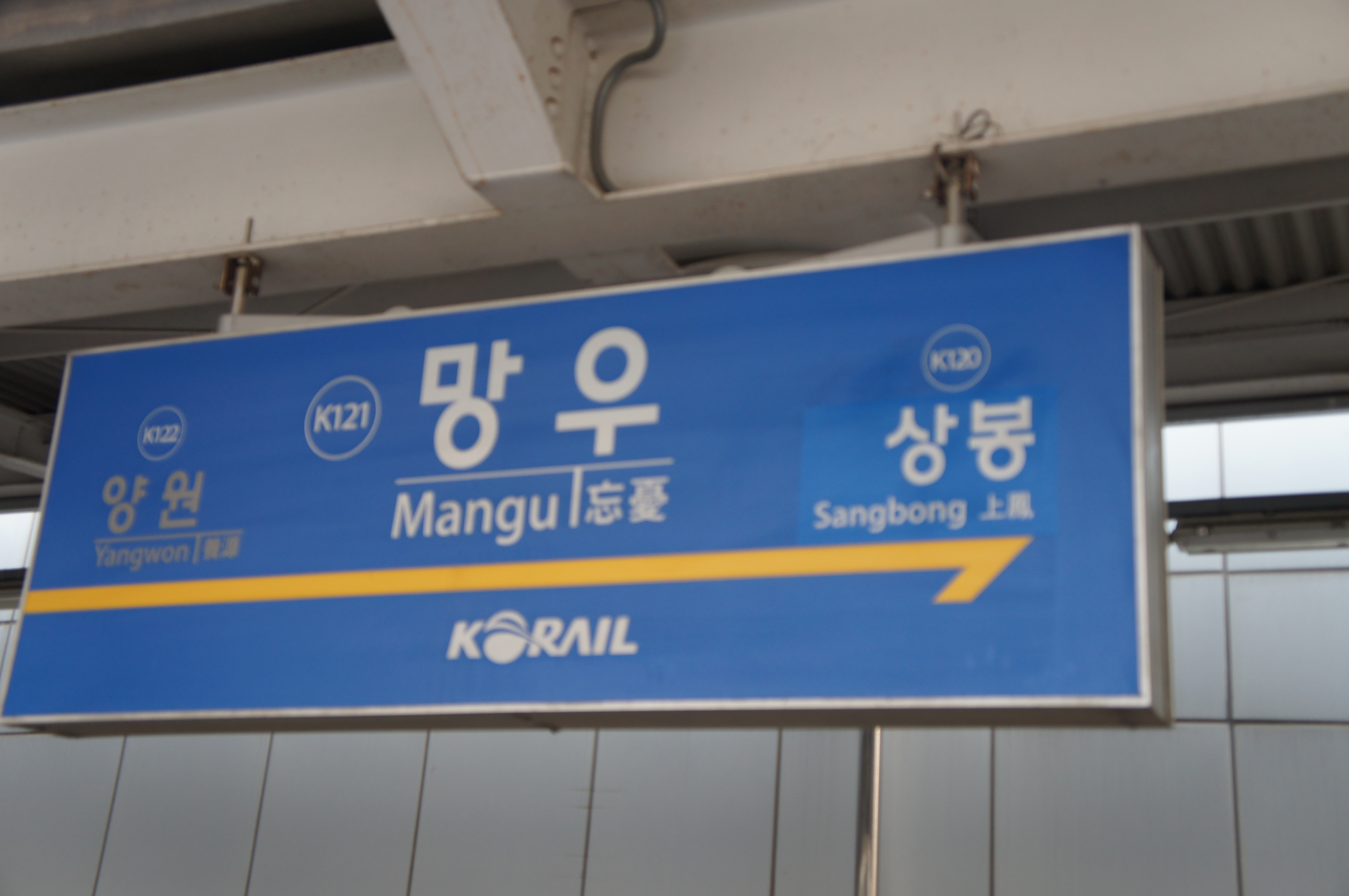
Bảng tên ga Tuyến Gyeongui·Jungang
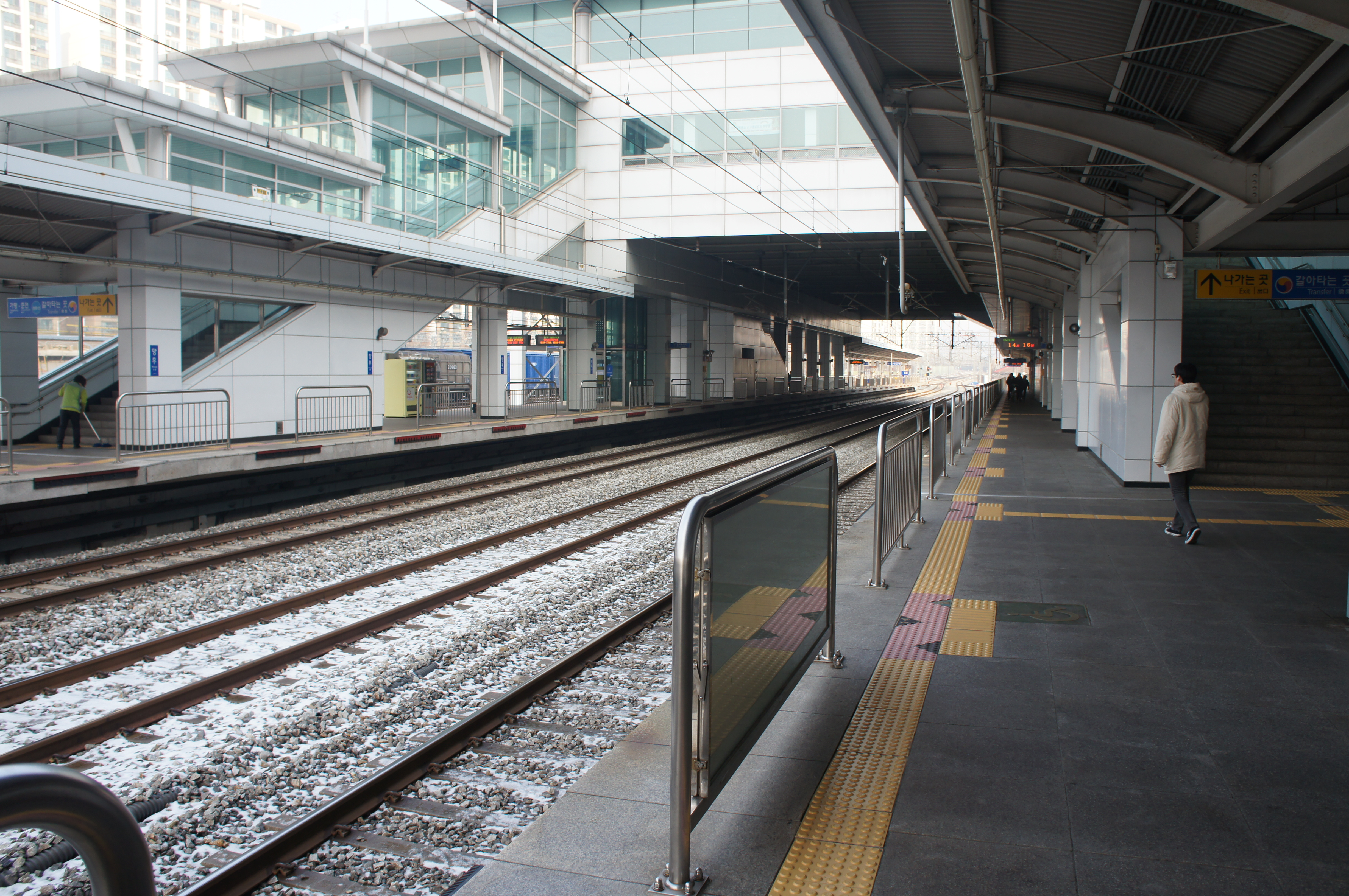
Sân ga 1 (Trước khi lắp đặt cửa chắn)